# Raymond Mastrotto
Raymond Mastrotto est un coureur cycliste français, né le 1er novembre 1934 à Auch (Gers) et mort le 11 mars 1984 à Labatut (Landes) d'une rupture d'anévrisme en faisant du vélo. Il était surnommé le taureau de Nay.

## Biographie
Amateur, il remporte par deux fois la Route de France en 1956 et 1957. Il devient professionnel en juin 1958 et le reste jusqu'en 1968. Il participe à huit Tours de France et s'y classe notamment sixième et premier Français en 1960. Durant le Tour de France 1967, il remporte la 17e étape, qui va de Luchon à Pau. En 1968, sa carrière fut interrompue après avoir été renversé par une voiture pendant un entraînement à vélo.
Tous les ans, en juillet, une course cyclosportive est organisée à Nay en son hommage: la Raymond Mastrotto longue de 105 kilomètres et ayant comme difficulté majeure le franchissement des cols de l'Aubisque et du Soulor.

## Palmarès

### Palmarès amateur
- 1956
  - Route de France :
    - Classement général
    - 1reb et 2e (contre-la-montre par équipes) étapes

  - 4e étape du Ruban granitier breton
  - 2e du Circuit Béarn-Basque-Bigorre
- 1957
  - Classement général de la Route de France
  - 4e étape du Ruban granitier breton
  - 5e étape du Circuit Béarn-Basque-Bigorre
  - 2e du Tour du Roussillon
  - 2e du Circuit Béarn-Basque-Bigorre
  - 3e de Turin-Nice
  - 3e du championnat de France des sociétés
- 1958
  - 7e étape de la Course de la Paix
  - 1re étape du Tour du Gard

### Palmarès professionnel
| - 1959 - Tour de l'Ariège : - Classement général - 2e étape - 5e étape du Critérium du Dauphiné libéré - 2e du Tour du Sud-Est - 2e du Critérium du Dauphiné libéré - 3e du Grand Prix du Midi libre - 3e de Marseille-Nice - 6e du Grand Prix des Nations - 1960 - Challenge Sedis - Prestige Pernod - 7eb étape du Critérium du Dauphiné libéré - Circuit des cols pyrénéens - 2e du Critérium du Dauphiné libéré - 3e de la Polymultipliée - 3e du Grand Prix du Midi libre - 3e de Marseille-Nice - 3e du Grand Prix des Nations - 4e du Super Prestige Pernod - 6e du Tour de France | - 1961 - 2e du Critérium du Dauphiné libéré - 1962 - Classement général du Critérium du Dauphiné libéré - 2e du Challenge de France - 3e de la course de côte du Mont Coudon - 3e du Tour du Sud-Est - 3e de la Polymultipliée - 7e du Grand Prix du Midi libre - 1964 - 2e du Grand Prix du Midi libre - 3e du Tour du Morbihan - 1966 - Boucles du Bas-Limousin - 10e du Critérium du Dauphiné libéré - 1967 - 17e étape du Tour de France - 6e du Tour de Romandie |  |

## Résultats sur les grands tours
8 participations
- 1959 : hors délais (15e étape)
- 1960 : 6e
- 1961 : 19e
- 1962 : 29e
- 1964 : 28e
- 1965 : 39e
- 1966 : 50e
- 1967 : 36e, vainqueur de la 17e étape